# GP van Italië MX2 2006
De Grote Prijs van Italië 2006 in de MX2-klasse motorcross werd gehouden op 11 juni 2006 op het Miravalle-circuit van Montevarchi. Het was de zevende Grote Prijs van het wereldkampioenschap.
Thuisrijder David Philippaerts won beide reeksen; in de eerste reeks hield hij bij de finish nog zes tienden voorsprong over op de sterk teruggekomen Antonio Cairoli. In de tweede reeks reed Philippaerts aan de leiding tot hij viel in de derde ronde en naar de zevende plaats verwezen werd. Maar hij kwam nog terug en kon ook de tweede reeks winnen, opnieuw vóór Cairoli. Voor Marc de Reuver en Tyla Rattray, die geen topplaatsen konden behalen in de eerste reeks en in de tweede reeks beiden uitvielen, werd deze GP een tegenvaller. Hiervan kon Christophe Pourcel profiteren om zijn voorsprong in de tussenstand van het WK flink te vergroten.

## Uitslag eerste reeks
| Plaats | Naam               | Land |
| ------ | ------------------ | ---- |
| 1      | David Philippaerts | ITA  |
| 2      | Antoino Cairoli    | ITA  |
| 3      | Sébastien Pourcel  | FRA  |
| 4      | Christophe Pourcel | FRA  |
| 5      | Tyla Rattray       | RSA  |
| 6      | Gareth Swanepoel   | RSA  |
| 7      | Davide Guarneri    | ITA  |
| 8      | Kenneth Gundersen  | NOR  |
| 9      | Marc de Reuver     | NED  |
| 10     | Aigar Leok         | EST  |

## Uitslag tweede reeks
| Plaats | Naam               | Land |
| ------ | ------------------ | ---- |
| 1      | David Philippaerts | ITA  |
| 2      | Antoino Cairoli    | ITA  |
| 3      | Christophe Pourcel | FRA  |
| 4      | Gareth Swanepoel   | RSA  |
| 5      | Sébastien Pourcel  | FRA  |
| 6      | Rui Gonçalves      | POR  |
| 7      | Tommy Searle       | GBR  |
| 8      | Carlos Campano     | ESP  |
| 9      | Matti Seistola     | FIN  |
| 10     | Luigi Séguy        | FRA  |

## Eindstand Grote Prijs
| Plaats | Naam               | Land | Punten |
| ------ | ------------------ | ---- | ------ |
| 1      | David Philippaerts | ITA  | 50     |
| 2      | Antonio Cairoli    | ITA  | 44     |
| 3      | Christophe Pourcel | FRA  | 38     |
| 4      | Sébastien Pourcel  | FRA  | 36     |
| 5      | Gareth Swanepoel   | RSA  | 33     |
| 6      | Rui Gonçalves      | POR  | 25     |
| 7      | Tommy Searle       | GBR  | 20     |
| 8      | Matti Seistola     | FIN  | 20     |
| 9      | Carlos Campano     | ESP  | 18     |
| 10     | Kenneth Gundersen  | NOR  | 17     |

## Tussenstand wereldkampioenschap
| Plaats | Naam               | Land | Punten |
| ------ | ------------------ | ---- | ------ |
| 1      | Christophe Pourcel | FRA  | 274    |
| 2      | Marc de Reuver     | NED  | 246    |
| 3      | Tyla Rattray       | RSA  | 231    |
| 4      | Antonio Cairoli    | ITA  | 231    |
| 5      | David Philippaerts | ITA  | 210    |
| 6      | Billy Mackenzie    | GBR  | 168    |
| 7      | Carl Nunn          | GBR  | 159    |
| 8      | Sébastien Pourcel  | FRA  | 140    |
| 9      | Kenneth Gundersen  | NOR  | 139    |
| 10     | Gareth Swanepoel   | RSA  | 134    |
| 11     | Rui Gonçalves      | POR  | 132    |
| 12     | Tommy Searle       | GBR  | 129    |
| 13     | Alessio Chiodi     | ITA  | 124    |
| 14     | Davide Guarneri    | ITA  | 94     |
| 15     | Luigi Séguy        | FRA  | 94     |
| 16     | Manuel Monni       | ITA  | 73     |
| 17     | Anthony Boissière  | FRA  | 66     |
| 18     | Aigar Leok         | EST  | 64     |
| 19     | Matti Seistola     | FIN  | 61     |
| 20     | Patrick Caps       | BEL  | 46     |